# Răzvan Stanca
Răzvan Stanca (n. 18 ianuarie 1980, București, România)  este un fotbalist român care evoluează la echipa Pandurii Târgu Jiu.

## Carieră
A debutat pentru Sportul Studențesc București în Liga I pe 3 august 2001 într-un meci câștigat împotriva echipei Petrolul Ploiești. A jucat un meci în prima reprezentativă a României, fiind folosit de selecționerul Victor Pițurcă în amicalul contra Rusiei din martie 2007. A activat și pentru FC Steaua București.

## Titluri
| Sezon     | Club                         | Titlu         |
| --------- | ---------------------------- | ------------- |
| 2000-2001 | Sportul Studențesc București | Liga II       |
| 2003-2004 | Sportul Studențesc București | Liga II       |
| 2010-2011 | FC Steaua București          | Cupa României |
| 2012-2013 | FC Steaua București          | Liga I        |